# Kalwaria Pszowska
Kalwaria Pszowska – jeden z rejestrowanych zabytków miasta Pszowa, w województwie śląskim.

## Historia
Historia kalwarii rozpoczyna się w latach 1848–1883, kiedy proboszczem w parafii Narodzenia Najświętszej Maryi Panny w Pszowie był ksiądz Paweł Skwara. Nie udało mu się jednak doprowadzić do budowy obiektu sakralnego.
Pomysł zaczął być wcielany w życie na początku XX wieku, kiedy to w 1907 roku ówczesny proboszcz parafii w Pszowie, ksiądz Bruno Laska, postanowił zbudować kompleks kaplic, z których jedna miała pełnić w przyszłości rolę kościoła. Początkowo zbudowano tylko dębowe słupy z powieszonymi na nich obrazami Drogi Krzyżowej. W 1911 roku były ukończone już trzy kaplice, w tym budynek kościoła. Kaplice zaprojektował Walenty Maciejek, który był również ich głównym budowniczym. Wkrótce wybuchła I wojna światowa, dalsze prace zostały w związku z tym przerwane, a część wyposażenia obiektów uległa zniszczeniu przez pożar. Nieco zapomniane miejsce coraz bardziej niszczało. Budowę dokończył w latach 20. XX wieku ksiądz Mikołaj Knosala. Każda z kaplic otrzymała inny wystrój. Wewnątrz nich zostały umieszczone rzeźby przedstawiające kolejne stacje Drogi Krzyżowej, wykonane przez poznańską firmę Panka, jedno z wnętrz zaprojektował i wykonał Ludwik Konarzewski. Mieszkańcy Pszowa aktywnie włączyli się w prace budowlane.
Uroczyste poświęcenie kalwarii odbyło się w dniu 1 września 1929 roku. Aktualny budynek tutejszej świątyni parafialnej pełnił dawniej rolę kaplicy Zmartwychwstania Pańskiego. Wybuch II wojny światowej spowodował kolejny okres zapomnienia kalwarii. Po wojnie kalwarią zaopiekował się ksiądz Wojciech Urban z Rydułtów, który zamieszkał niedaleko po przejściu na emeryturę, a w roku 1964 został mianowany rektorem tutejszej świątyni. Przy kaplicach rodziły się liczne powołania kapłańskie i zakonne, a często do kalwarii przyjeżdżał tu m.in. ks. Franciszek Blachnicki (twórca Ruchu Światło-Życie). W latach 80. XX wieku, gdy rozwijał się ruch pielgrzymkowy, świątynia została przebudowana i niedługo obok niej wybudowano dzwonnicę, oraz zbudowano kaplicę Matki Bożej Szensztackiej. W 1987 roku przy świątyni została erygowana parafia.